# صد هنگ متجاوز
صد هنگ متجاوز (انگلیسی: Hundred Regiments Offensive) یک کمپین بزرگ از حزب کمونیست چین بود که علیه ارتش امپراتوری ژاپن در چین مرکزی فرماندهی شد.